# Fritz Hönig

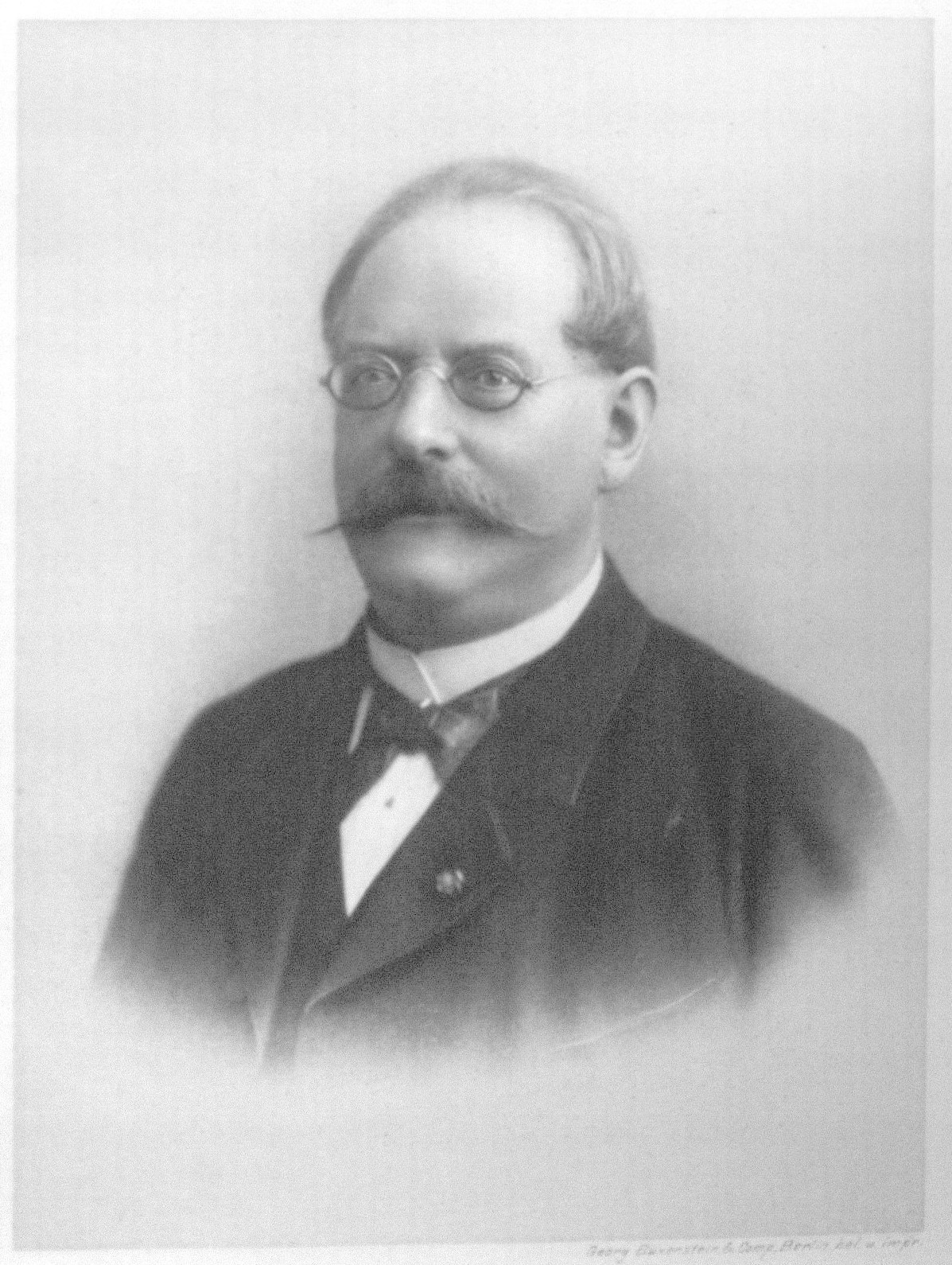
Fritz Hönig
Foto: Georg Büxenstein & Comp., Berlin

Fritz Hönig (auch Fritz Hoenig und Fritz Hœnig; * 23. September 1833 in Köln; † 3. November 1903 ebenda) war ein deutscher Unternehmer und Autor. Er brachte neben anderen Schriften auf Kölsch auch das Wörterbuch der Kölner Mundart heraus.

## Leben und Wirken
Hönig lebte und arbeitete in Köln, hatte aber zahlreiche Verbindungen ins gesamte deutsche Reich sowie nach Frankreich und Belgien. Er war Besitzer einer Fabrik für Feuerwehrausstattung sowie Erfinder und Konstrukteur.
Außerdem beschäftigte er sich mit Sprach- bzw. Dialektforschung, als Autor verfasste er zahlreiche Schriften auf Kölsch. Als Mitglied des Vereins Deutscher Ingenieure (VDI) gehörte Hönig dessen Kölner Bezirksverein an.
Hönig starb 1903 und wurde im Grab seiner ersten Frau Jenny van den Valentyn auf dem Kölner Melaten-Friedhof beigesetzt.

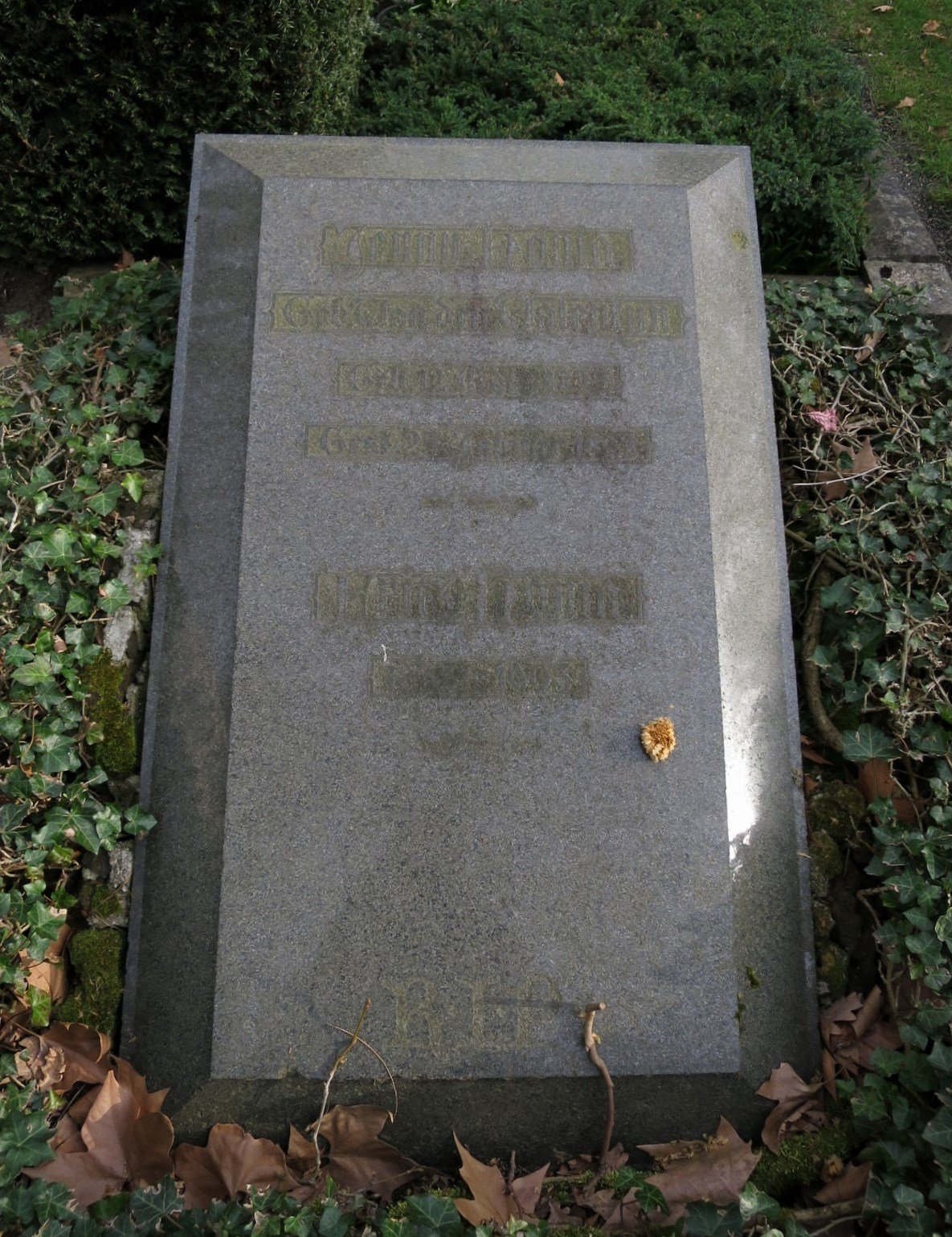
Grab der Familie Hönig auf dem Melaten-Friedhof

## Trivia
Zudem engagierte sich Hönig besonders für den Kölner Karneval: 1882 kam es bei der Grossen Carnevals-Gesellschaft (heutige: Die Grosse von 1823) zu einer Vereinsspaltung, da der damalige Präsident August Wilcke nach internen Streitigkeiten von seinem Amt zurücktrat und mit seinen Anhängern eine eigene Gesellschaft, die Kölner Karnevalsgesellschaft (heutige: Große Kölner KG), gründete. Fritz Hönig  wurde zum neuen Präsidenten der Grossen Carnevals-Gesellschaft (heutige: Die Grosse von 1823) gewählt. Nun beanspruchten zwei große Karnevalsvereine die führende Stellung im Karneval, was zu Schwierigkeiten in der Festgestaltung und der Organisation der Veranstaltungen führte und zur Folge hatte, dass 1883 – ähnlich wie 1844 und 1845 – zwei große Maskenzüge durch Köln gingen. 1888 vermittelten Bürgermeister Karl Ferdinand Thewalt und Fritz Hönig zwischen den beiden Vereinsvorständen, und schließlich einigten sich diese im Januar 1888 darauf, gemeinsam ein „Maskenzug-Comite“ unter dem Vorsitz von Hönig zu bilden. Erstmals hatte 1888 also nicht mehr die Grosse Carnevals-Gesellschaft (heutige: Die Grosse von 1823), sondern ein Festkomitee (heute: Festkomitee Kölner Karneval) der beiden Vereine die Leitung über den Maskenzug. Das Festkomitee wurde in den folgenden Jahren zu einer festen Institution, indem die beiden großen Karnevalsgesellschaften gemeinsam über die Festgestaltung bestimmten. 1889 wurde das Festordnende Komitee, ins Vereinsregister eingetragen, wobei der Präsident der Großen KG weiterhin bis 1908 gleichzeitig auch Präsident des Festordnenden Komitees war. Dann einigten sich die beiden großen Karnevalsgesellschaften auf einen jährlichen Wechsel im Präsidium des Kölner Festkomitees.

## Rezeption
Von seinen Freunden wurde postum in neuer Auflage Hönigs Wörterbuch der Kölner Mundart herausgegeben. Es enthält einen Nachruf des damaligen Rektors der Schule Waisenhausgasse/Martinsfeld in Köln, dem Kölner Mundartschriftsteller Heinrich Hack (1856–1936).
Von den Kölner Stadtverordneten wurde Hönig im September 1885 zum Ehrenchef der Freiwilligen Feuerwehr ernannt, der er schon seit 1852 angehörte.
Ihm zu Ehren wurde in Köln-Lindenthal eine Straße benannt. Sie liegt in der Umgebung des St. Elisabeth-Krankenhauses im südwestlichen Teil des Stadtbezirks Lindenthal.

## Veröffentlichungen >
1. Dä Boore Knääch. Karnevalsrede. Auf vielfältigen Wunsch zum Druck befördert von einem Karnevalsfreunde (Anonym ersch.). Verlag J. Kreuter, Köln 1872.
2. Die Caventschaft (Bürgschaft.). Karnevalsrede von Fr. H. Auf vielfältigen Wunsch zum Druck befördert von einem Karnevalsfreunde. Verlag J. Kreuter, Köln 1872.
3. Troubador. Unglaublich tragisch-, dramatisch- und musikalisches Ritter-, Trauer- und Leichenspiel in drei freud- und thränenreichen  Akten voller Haß und Liebe, Rache, Reue, Diebstahl, Mord und Selbstbewußtsein. Musik von verschiedenen Componisten. Verlag von Alb. Ahn, Köln 1872.
4. Ein Metzgerschkrätzche. Vortrag von einem Carnevalsfeunde (Anonym ersch.). Verlag J. Kreuter, Köln 1872.
5. Neres un Kobes oder De Kaventschaff. (Anonym ersch.). Verlag J. Kreuter, Köln 1872.
6. Der Trauring. Parodie zu Schillers Lied von der Glocke Frei nach gegebenen Motiven. Friedr. Heyns Verlag, Köln 1874.
7. „Geschräppels“. Humoresken. Band 1,2 (1875, 1877). Verlag von Friedr. Heyn, Köln.
8. Der Boorejung em Thiater. Der Lehrjung. Humoresken. Friedr. Heyns Verlag, Köln (1876).
9. Et Bütze. (nach Saphir.) De Kaventschaff. (nach Schiller.). Humoresken. Friedr. Heyns Verlag, Köln 1876.
10. Des Sängers Flooch. Lotterboove-Streich. (nach Langbein.) Humoresken. Friedr. Heyns Verlag, Köln (1876).
11. Wörterbuch der Kölner Mundart. Nebst Einleitung von Fr. Wilh. Wahlenberg. Verlag von Friedr. Heyn, Köln 1877.
12. Rath und Tath im Lösch- und Rettungswesen. 2. Ausg. Auflage. Cöln 1879.
13. Der Raub der Sabinerinne. Et Schöffeamp. De Hermannsschlach. Friedr. Heyns Verlag, Köln 1872.
14. Kölner Puppentheater. Band 1, Einleitung. Band 2-4, Kölsche Faxen und Schwänke. Hassel, Köln 1884 (5 Hefte).
15. Kölsche Faxen un Schwänke. Allen Freunden des rheinischen Humors gewidmet, auch für Puppen-, Kinder- und Liebhabertheater eingerichtet. Langensche Buchdruckerei, Köln 1884 (Anonym ersch.; Heft 1,2).
16. För jeder Jät. Humoresken in kölnischer Mundart. 3. Ausg. Verlag der Langenfeldschen Buchhandlung, Köln 1887.
17. Sprichwörter und Redensarten in kölnischer Mundart. Gesammelt und herausgegeben. Nebst Nachtrag 1 und 2. Verlag von Paul Neubner, Köln 1895.
18. Kölner Puppentheater. Selbstverlag von Fritz Hönig, Köln 1897 (Acht Hefte; 1-6. [2. Auflage] 7,8).

Quelle: